# Corduba
Corduba es el nombre con el que se conocía en época romana a la ciudad española de Córdoba, Andalucía. Fue capital de la Hispania Ulterior durante la República romana, y más tarde capital de la Bética durante el Imperio romano. Como capital de la Bética, una de las provincias más prósperas y florecientes del imperio, Corduba se contó entre las principales ciudades del mundo romano. 

## Historia

### Asentamiento prerromano
Se da por hecho la existencia de un asentamiento prerromano en el entorno del actual parque Cruz Conde, en la denominada colina de los Quemados, cuyos orígenes pueden situarse al menos en el tercer milenio antes de Cristo. Con una superficie de unas 50 hectáreas, este asentamiento se convierte progresivamente en un centro económico importante de la zona al confluir en la misma la zona minera de Sierra Morena y la campiña, todo ello vertebrado por el río Guadalquivir. Esta zona se conoce poblada al menos hasta finales del siglo II a. C. donde poco a poco la polis indígena va perdiendo influencia ante el ya definitivo asentamiento de las tropas romanas.

### Fundación

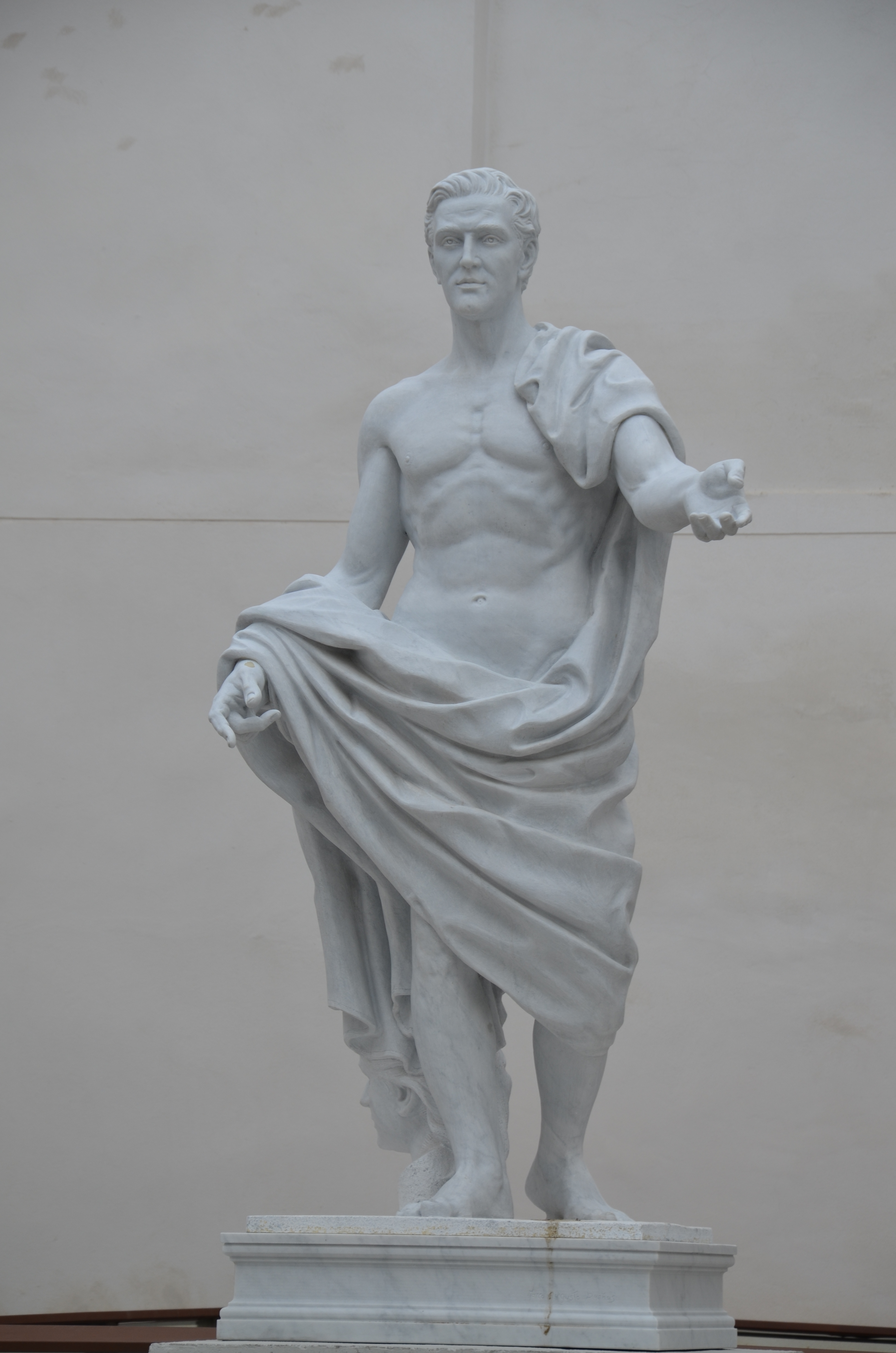
Estatua de Marco Claudio Marcelo fundador de Corduba, en Córdoba.

Los romanos la conquistaron en el 206 a. C., tras la batalla de Ilipa. Se desconoce exactamente la fecha de fundación de la población romana, aunque se dan dos posibilidades separadas por 17 años, fechas que coinciden con la estancia en Hispania del pretor Marco Claudio Marcelo (169/168 bien en 152/151 a. C).
Con anterioridad a la fundación de Córdoba, debió existir un asentamiento militar, ya que hay evidencias de una ocupación del territorio ya a principios de ese siglo: se han hallado restos cerámicos de dicha época en la ciudad íbera, fruto del intercambio comercial que desde el primer momento existió entre íberos y romanos. Esto, junto a la importancia estratégica de la ubicación motivaron la posterior fundación de la ciudad. 
El campamento militar se transformó en ciudad. Claudio Marcelo funda oficialmente Corduba en una fecha indeterminada del tercer cuarto del siglo II a. C. Desde este momento y hasta la definitiva desaparición de la Córdoba íbera en el siglo I a. C. coexistieron ambas comunidades en un entorno cordial, conformando una dípolis. Un grupo de íberos, miembros de la oligarquía de Corduba, se trasladaron a la nueva ciudad, permaneciendo el resto en su ciudad. Las buenas relaciones y la importancia de la ciudad íbera queda reflejada en el hecho mismo de que la nueva ciudad romana adoptara el nombre de la íbera, Corduba, constituyéndose así en heredera del dominio político y económico de aquella.
Poco a poco, los íberos fueron abandonando su ciudad para asentarse en la romana. Así, a finales del siglo I a. C. se constata el abandono completo de la ciudad íbera, proceso paralelo al crecimiento de la romana. Se sabe que existió un vicus latino, posiblemente en recuerdo al origen íbero de su población.

### República romana

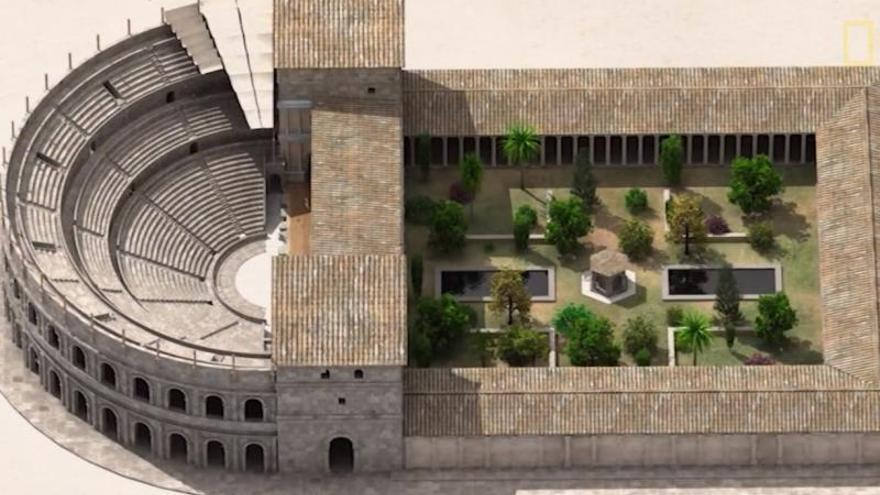
Reconstrucción en 3D del teatro romano.

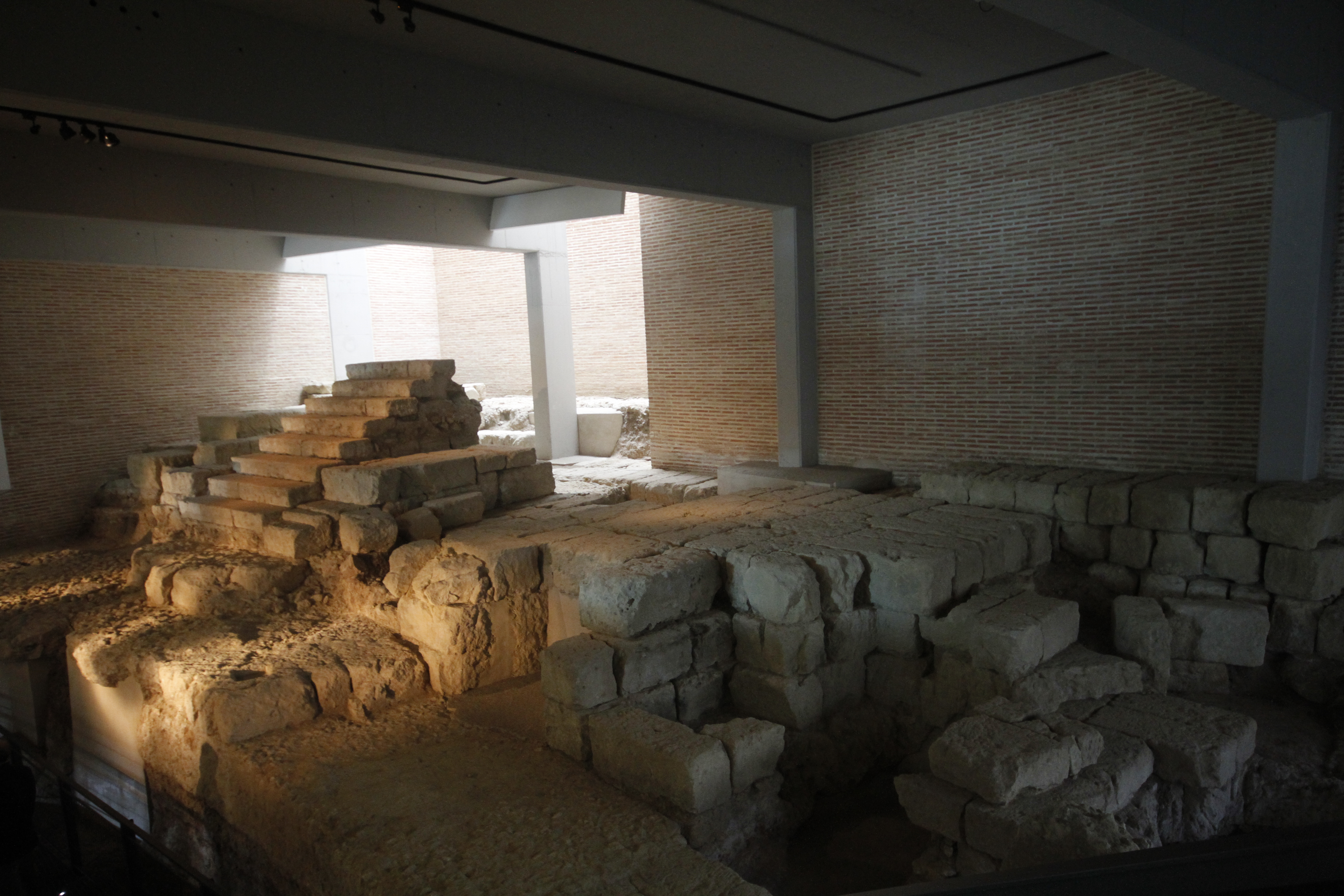
Restos del teatro romano conservados en el subsuelo del Museo Arqueológico y Etnológico de Córdoba.

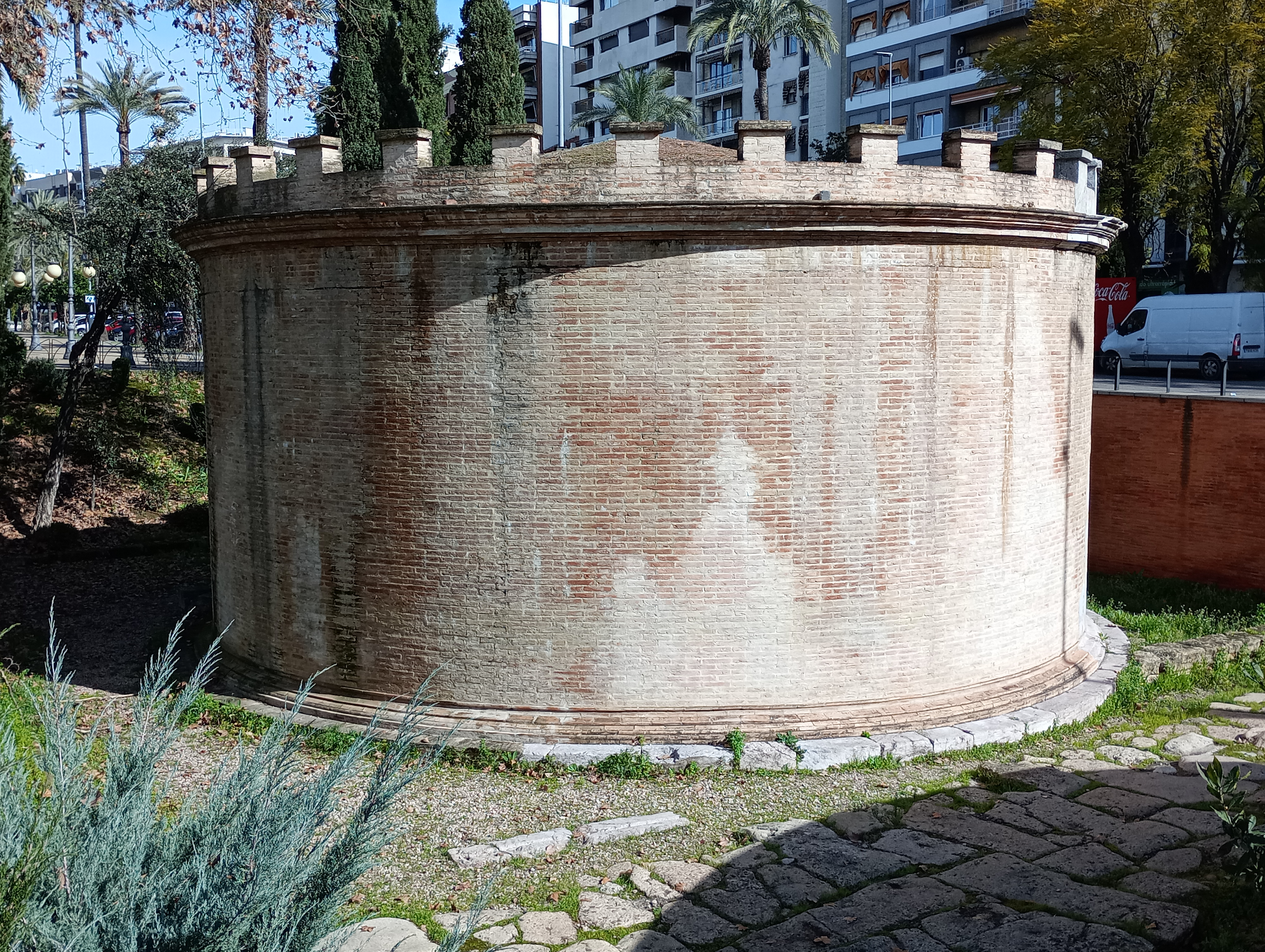
Mausoleo del

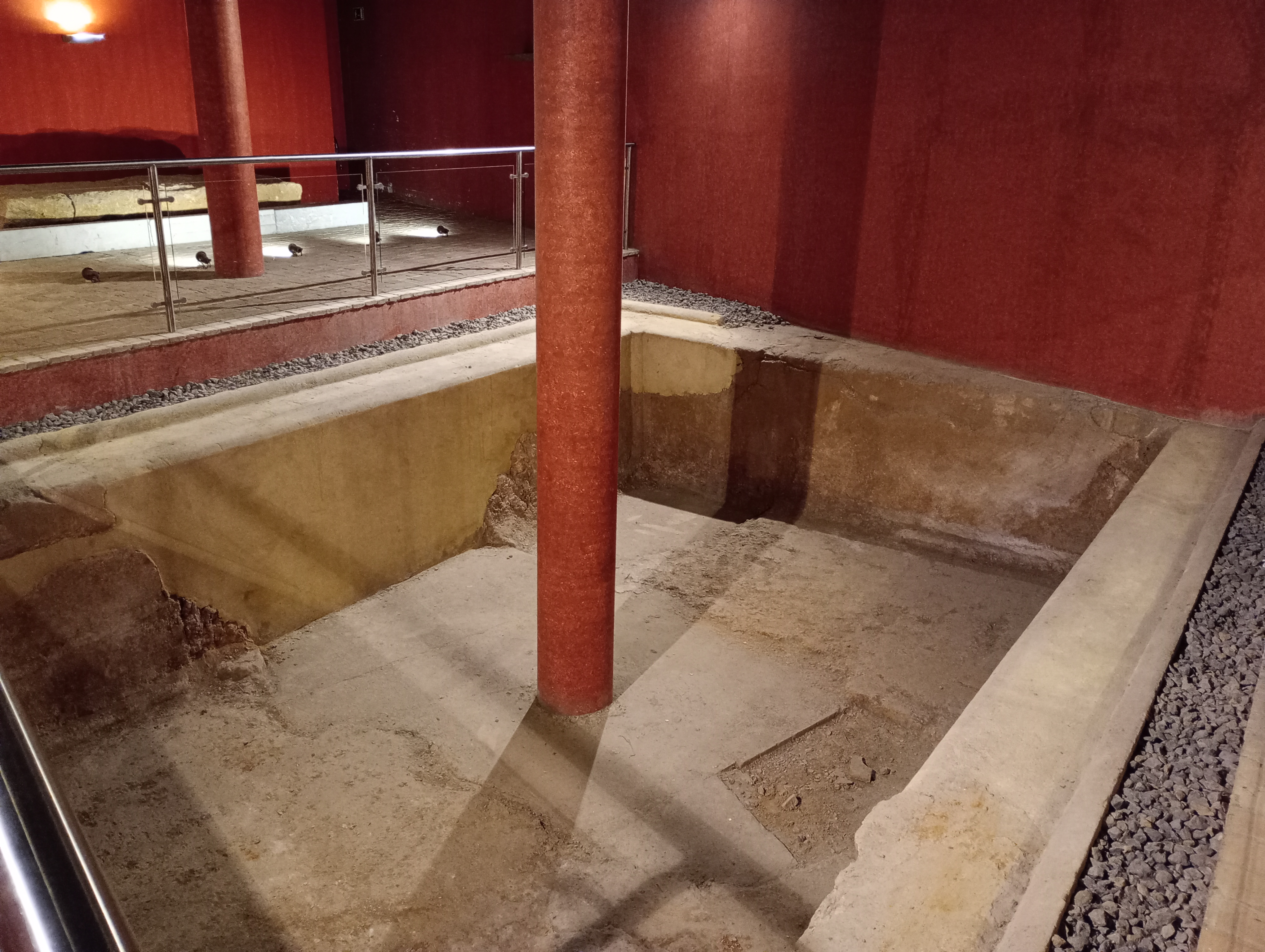
"Natatio" (piscina) perteneciente a los restos de unas termas halladas en el subsuelo de una tienda de la calle Concepción.

Entre los años 143 a. C. y 141 a. C. la ciudad es sitiada por el líder lusitano Viriato.
En el año 113 a. C. ya se menciona que existe un foro romano, el foro colonial de Córdoba. El asentamiento prerromano es poco a poco abandonado y sus habitantes se trasladan a la ciudad romana y se va produciendo una monumentalización de la ciudad, ya que las casas de adobe son sustituidas por caliza y areniscas. En el año 80 a. C. ya se acuñan monedas en esta ciudad con la leyenda Corduva. En el año 74 a. C. la ciudad recibió a Quinto Cecilio Metelo Pío de manera entusiasta y lujosa. De este siglo pertenece la primera inscripción funeraria de la ciudad, perteneciente a una esclava denominada Bucca.
Julio César, en el año 49 a. C. reunió en Córduba, que ya era caput provinciae, a los representantes de las ciudades de la Hispania Ulterior. La ciudad, considerada conventus, había cerrado sus puertas al legado pompeyano Varrón, quien se rindió allí a César y el dictador pronunció un discurso de agradecimiento a sus partidarios. Es entonces cuando plantó el famoso platanus mencionado por Marcial, situado en los jardines del actual Alcázar de los Reyes Cristianos.

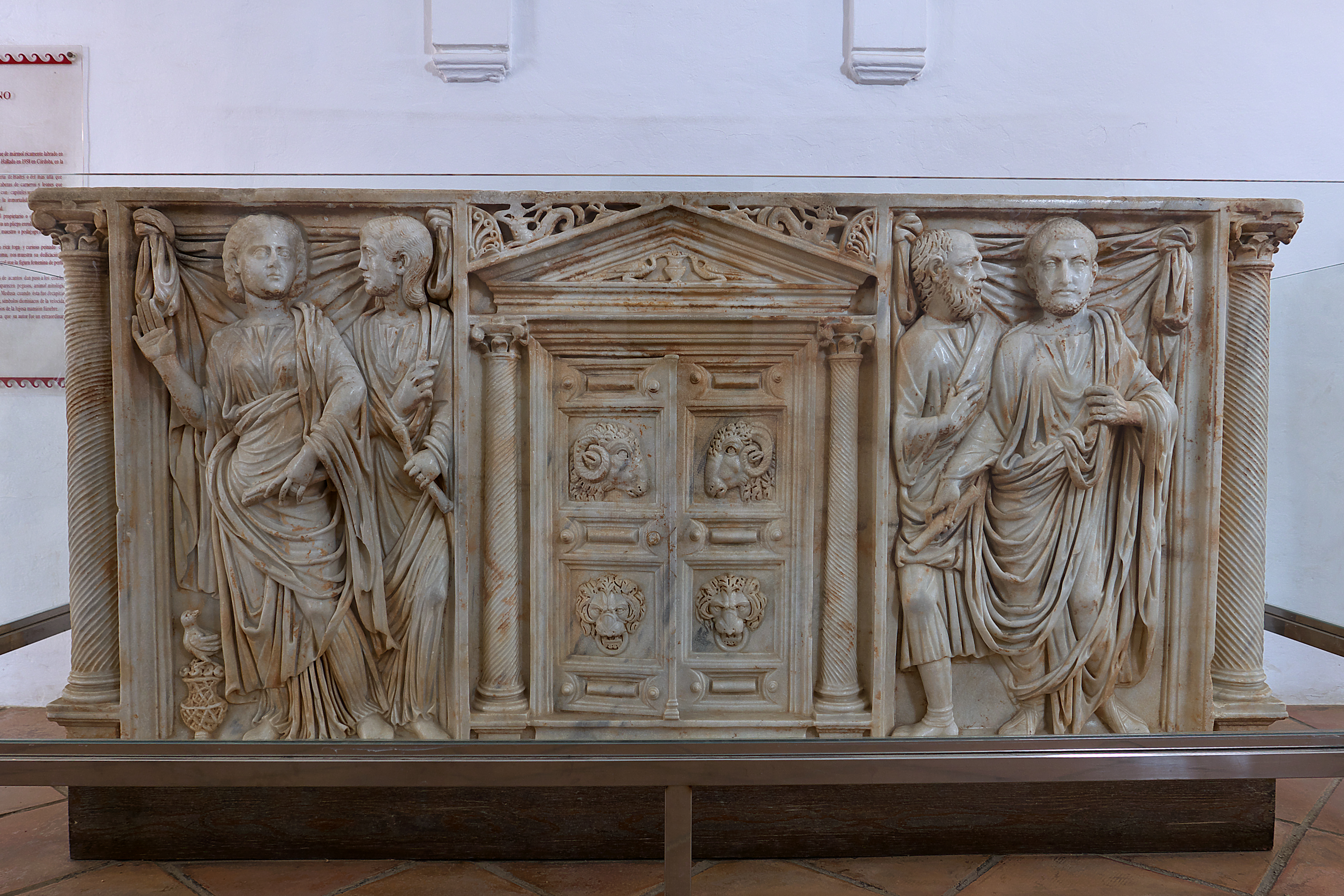
Sarcófago de las Puertas del Hades, del, conservado en el Alcázar de los Reyes Cristianos.

Quinto Casio Longino, pretor de César en la Ulterior, sufrió un atentado al dirigirse a la basílica de Corduba en 48 a. C. Aunque la conjura fue aplastada, tras la marcha del gobernador se produjeron levantamientos de tropas, destacando la actitud ambigua del cuestor M. Marcelo. Longino, en represalia, destruyó las nobilissimae carisssimaeque possesiones agros aedificiaque de los cordubenses situadas al sur del río.
En el año 46 a. C., los hijos de Pompeyo conceden a Corduba el primer estatuto colonial de Hispania, lo que concedía a sus moradores la condición de ciudadanos romanos, pasando a ser denominada Colonia Patricia Corduba. El conflicto entre cesarianos y pompeyanos se agravó en 45 a. C. Julio César asedió la ciudad y combatió con Cneo Pompeyo el Joven  por el control del puente debiendo retirarse poco después hacia Ategua, mientras Pompeyo invernó en Corduba. Tras la batalla de Munda, César asedió de nuevo la ciudad que fue tomada al asalto decidiendo su destrucción como castigo. Murieron 22 000 cordubenses.
En 43 a. C., durante la época del Segundo Triunvirato, Corduba recuperó su papel como centro político de la Ulterior, siendo convertida en su capital.

### Imperio romano

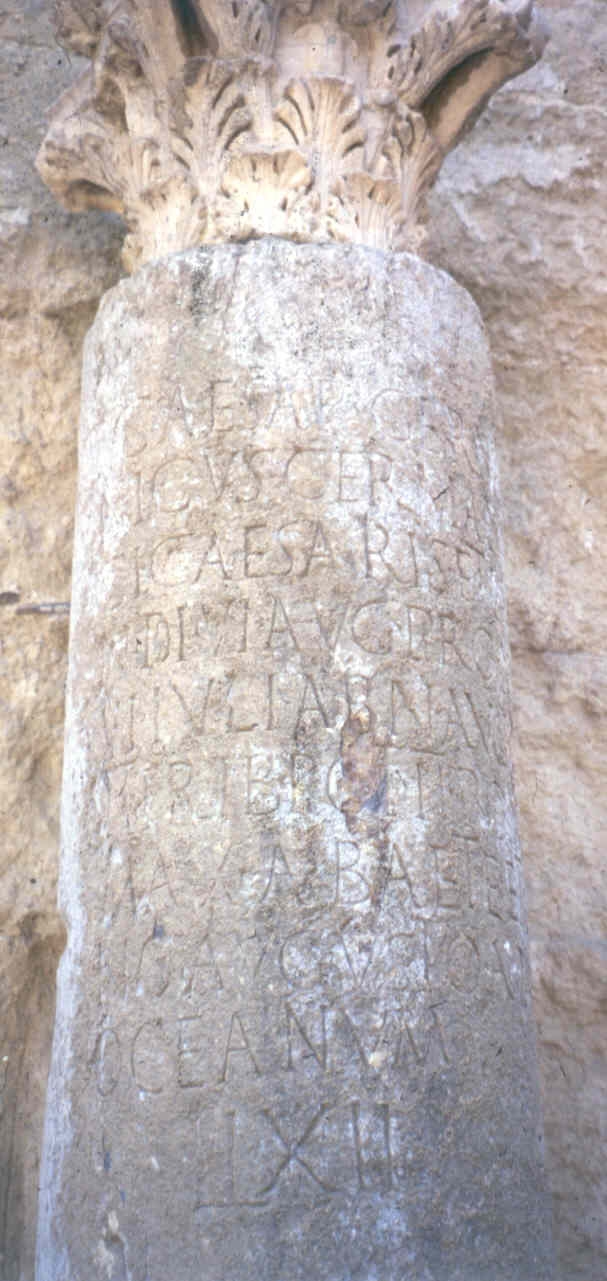
Miliario de Calígula procedente de Corduba, que indica el cuidado y atención a la red viaria en las proximidades de esta civitas.

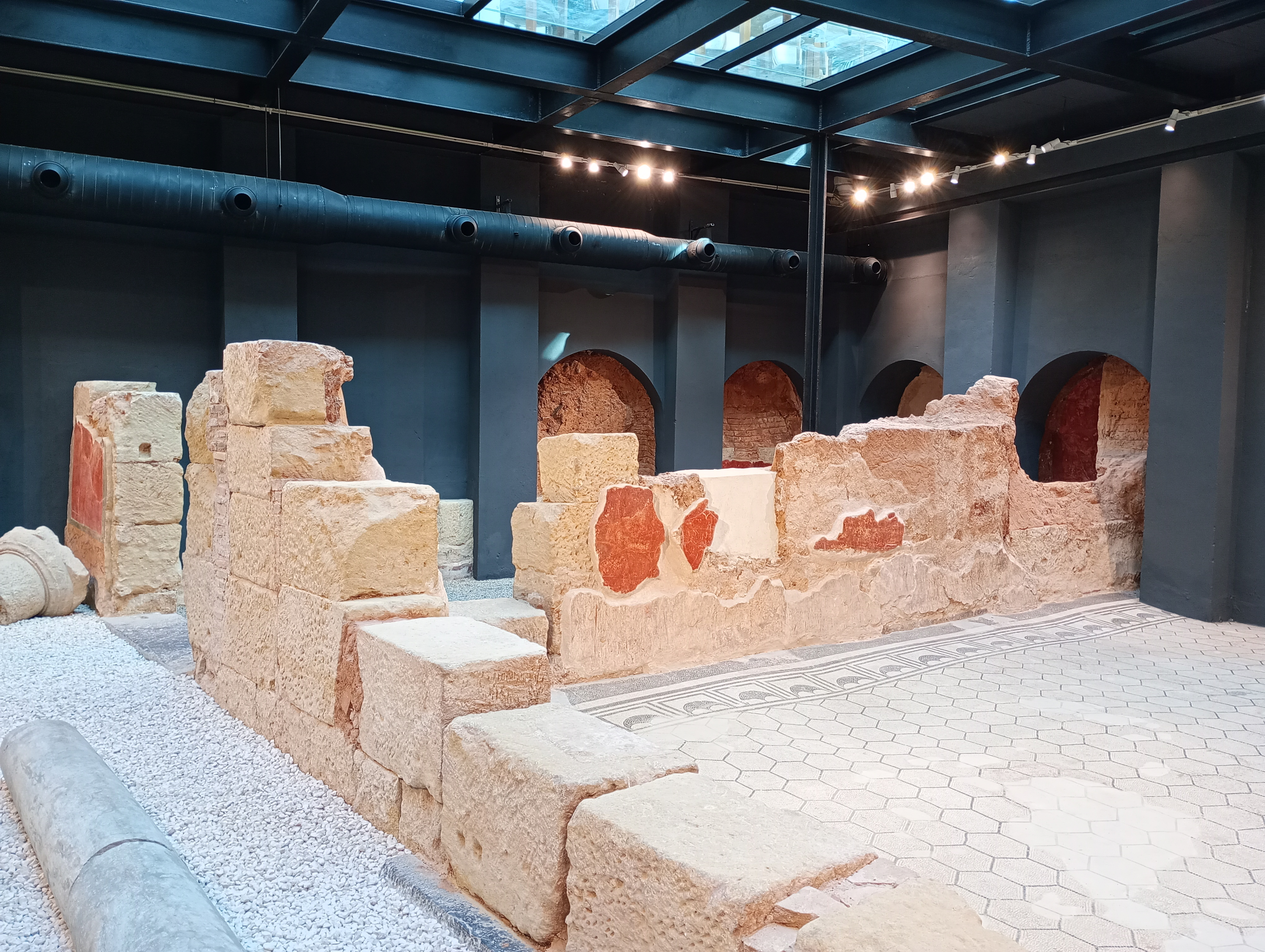
Restos de una villa urbana hallada en el subsuelo del Hotel Palacio del Bailío, siglos I-II d. C.

En la reorganización de las provincias hispanas llevada a cabo por Augusto en el año 27 a. C., la Hispania Ulterior Baetica queda a cargo del Senado siendo su capital la que de nuevo, será conocida como Colonia Patricia. Este título, unido a una "refundación" de la ciudad y a una posible deductio, fue concedido en el 25 a. C. Durante la época de Augusto se transformó la ciudad, expandiéndose hacia el río, reorganizándose el viario y los espacios públicos como el foro colonial de Córdoba, se construyó el teatro romano de Córdoba, con la intervención del propio emperador, sus representantes y los principales benefactores de la ciudad: Persini Marii, Annaei, muy relacionados con las explotaciones mineras, un acueducto (el Aqua Augusta) y probablemente el anfiteatro de Córdoba. También, coincidiendo con el viaje del emperador se acuñan monedas con la leyenda Colonia patricia.
Durante la época de Tiberio se construyó el forum novum y el puente sobre el arroyo Pedroche.
Siendo Claudio emperador se inició la construcción del centro de culto imperial, con la edificación del templo, cuyas ruinas pueden observarse en la actual calle Claudio Marcelo, y la plaza porticada que lo enmarcaba, concluyéndose en la época de Nerón, junto con un circo en las inmediaciones. Ya con Domiciano se construyó el segundo acueducto, el Acueducto Aqua Nova Domitiana Augusta. También durante este periodo, siendo Lucio Cornelio edil y duoviri, se construyeron fuentes públicas en la ciudad y se decoró el primer acueducto con numerosas estatuas de bronce.

#### Véase
- Edicto de Latinidad de Vespasiano

A finales del siglo II se desmanteló el circo oriental. A la luz de restos hallados en la zona oeste de la ciudad, junto al actual rectorado de la universidad, a principios del siglo XX se pensó que se construyó un nuevo circo, pero en los años 90 estos restos resultaron ser el anfiteatro de Colonia Patricia, pero no se descarta completamente la existencia de un segundo circo, pues la fuentes hablan del circo oriental, siendo la conclusión lógica que debió existir otro en la zona occidental de la ciudad. También en esta época se construyó un tercer acueducto (el Acueducto Aqua Fontis Aureae) y un foro provincial en los altos de Santa Ana.

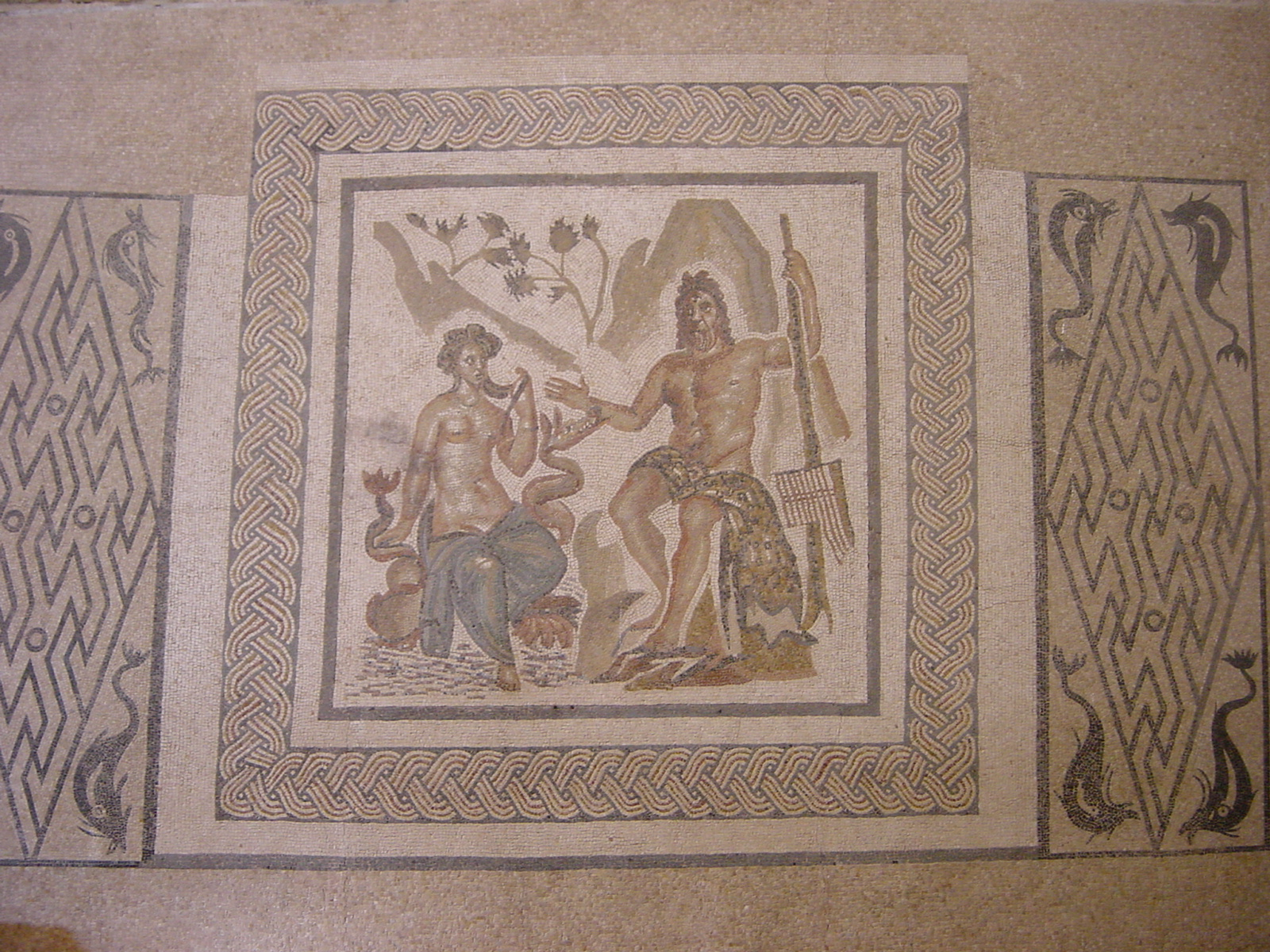
Mosaico de Polifemo y Galatea, conservado en el Alcázar de los Reyes Cristianos.

Entre finales del siglo III y principios del IV se cree que se construyó el palacio imperial de Maximiano Hercúleo junto a la actual estación ferroviaria. El cristianismo jugó un papel muy importante en la ciudad a partir del siglo III, siendo obispo de esta ciudad Osio, quién presidió el primer Concilio de Nicea y fue consejero del emperador Constantino I el Grande, y siendo muy numerosos los enterramientos cristianos con sarcófagos en el siglo IV, importados de la propia Roma, como el sarcófago paleocristiano de Córdoba, lo que lleva a pensar que existía una sólida aristocracia cristianizada en Córdoba, que explicaría el rechazo de la ciudad al arrianismo de los visigodos en siglos posteriores.
Extramuros de la ciudad, en las faldas de la sierra se situaban instalaciones agropecuarias y lujosas villas como la denominada villa romana de Santa Rosa, hoy parcialmente visible, ya que muchos de sus restos y mosaicos se encuentran ocultos en los bajos de un edificio de viviendas privado de dicho barrio cordobés. 

## Urbanismo

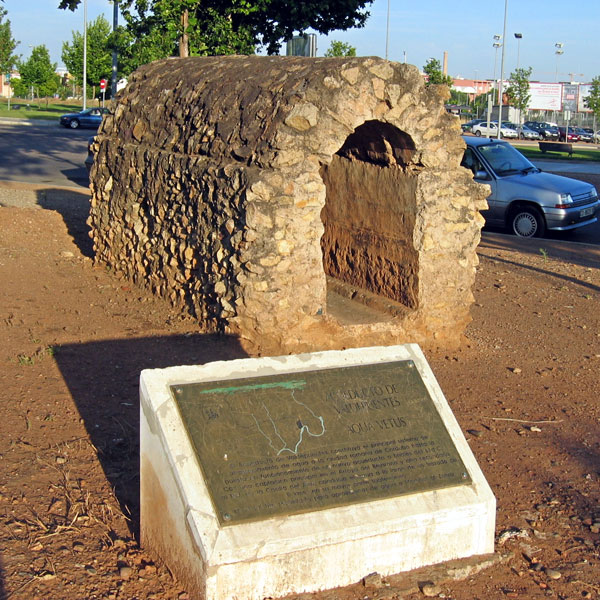
El acueducto de Valdepuentes o Aquavetus, el acueducto más antiguo que proporcionaba agua a la ciudad de Corduba.

El espacio urbano se encontraba limitado en tres de sus lados por una muralla que formaba con el río Guadalquivir un recinto de forma más o menos cuadrangular. El lienzo norte de la muralla iba desde la puerta del Rincón, pasando por la plaza de Colón y ronda de los Tejares hasta el paseo de la Victoria. En este tramo de la muralla se situaba la puerta de Osario. La parte occidental de la muralla transcurría por el paseo de la Victoria, aunque no se conoce de manera exacta hasta dónde, pudiendo ser hasta la calle Lope de Hoces, hasta la puerta de Almodóvar o hasta la ribera. El lienzo oriental, en cambio, bajaba desde la puerta del Rincón, continuaba por la calle Alfaros y por la calle San Fernando, donde llegaba hasta el río. El límite sur de la urbe no es fijo en esta época, estando en un inicio alejado del río, hacia el que la ciudad fue creciendo conforme lo requería.
Siguiendo las normas del urbanismo romano, existían dos vías principales orientadas norte-sur (el cardo) y este-oeste (el decumano). Se cree que el cardo comenzaba en la puerta de Osario, transcurriendo por las actuales calles Ramírez de Arellano, Jesús María y Ángel de Saavedra hasta la plaza de Santa Ana, donde se situaba la puerta de las Estatuas. En cambio, el decumano unía la puerta de Gallegos (Porta Gemina) y la puerta de Hierro (Porta Sinistra, situada en la plaza del Salvador) pasando por las calles Concepción, Gondomar y Claudio Marcelo o Alfonso XIII.
El foro colonial de Córdoba, centro de la vida en la urbe romana y que coincidía con la intersección de las dos vías principales de la ciudad, se situaría pues en el entorno de las calles Cruz Conde, Góngora y Ramírez de Arellano, aunque sobre el siglo I se amplía hacia el sur, bajo lo que es hoy la calle Morería.

## Comunicaciones

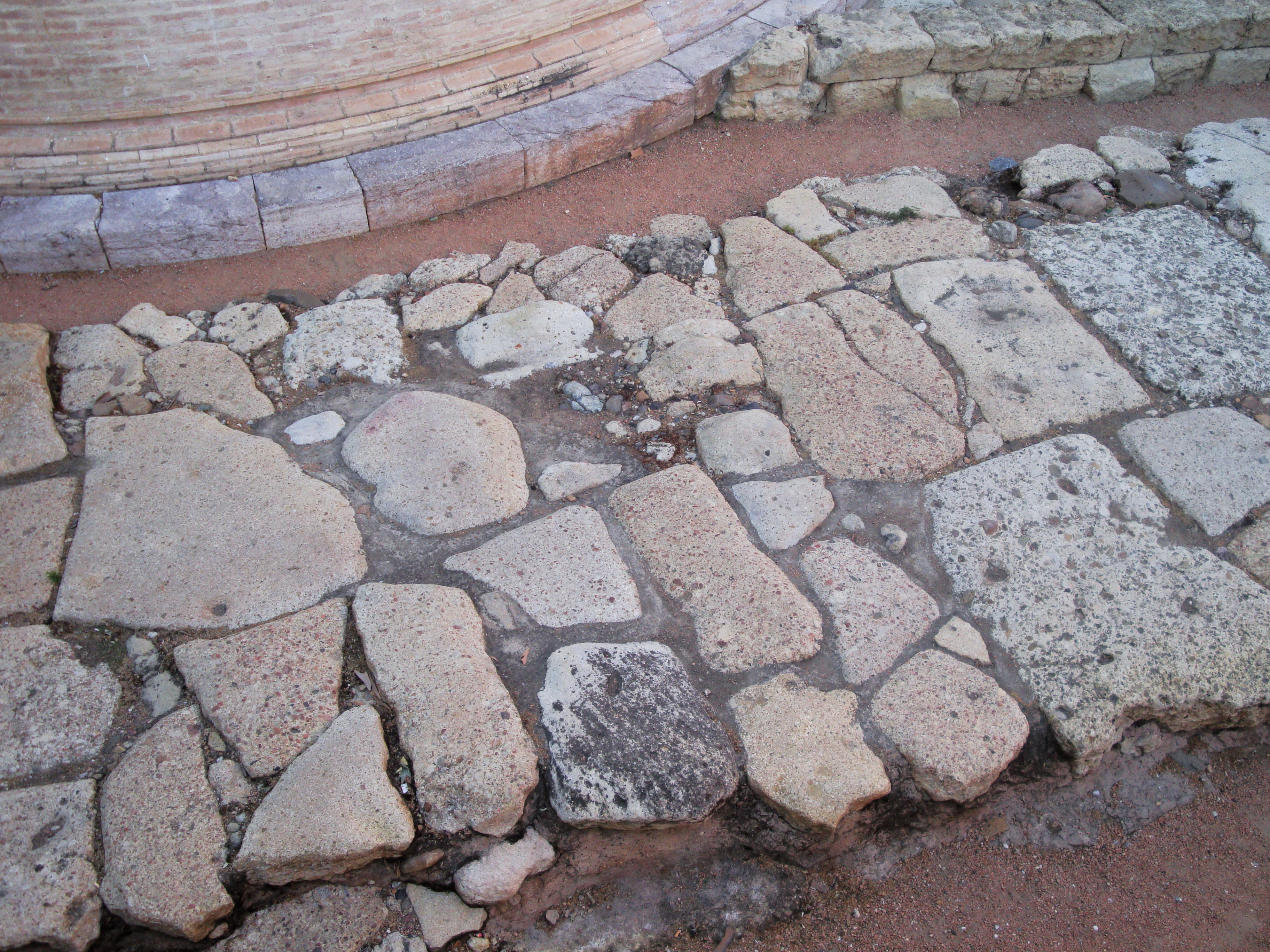
Calzada romana de la vía Augustea en la antigua puerta de Gallegos, entre los dos mausoleos romanos.

### Puerto fluvial
En la época romana el río Guadalquivir a su paso por Córdoba era navegable, existiendo en la ciudad un puerto fluvial. El puerto conectaba a la ciudad a través del río con el mar y con otras ciudades importantes como Hispalis. Se encontraba en la margen norte del río y, junto a él, se hallaba la aduana (forum censorium) localizada en parte de lo que hoy es el Alcázar de los Reyes Cristianos.

## Arquitectura
- Templo romano de Córdoba
- Anfiteatro de Córdoba
- Teatro romano de Córdoba
- Circo oriental
- Puente romano de Córdoba

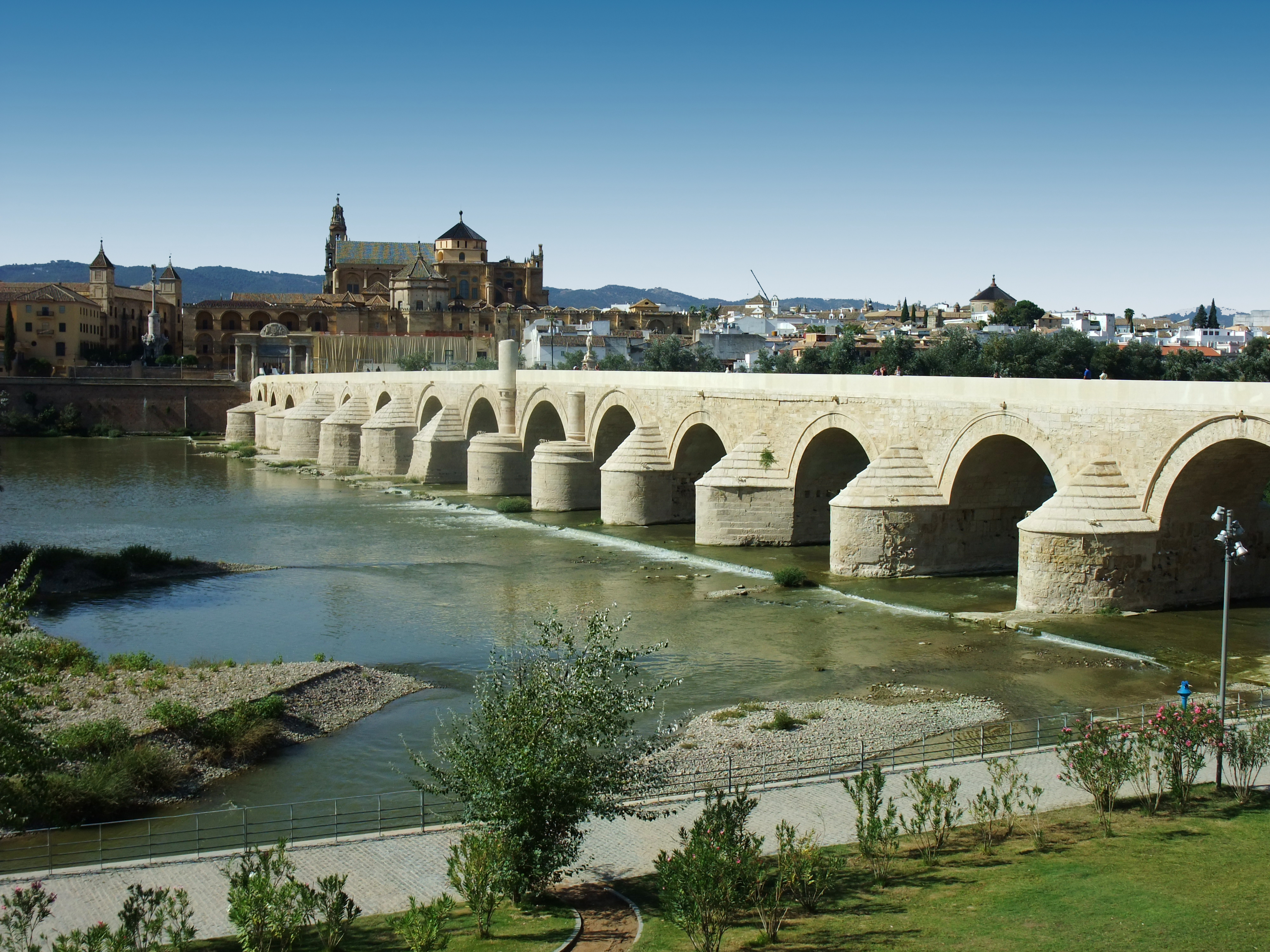
Puente romano de Córdoba

- Puente romano sobre el arroyo Pedroches
- Mausoleo romano (Córdoba)
- Monumento funerario de la Puerta de Sevilla
- Palacio de Maximiano Hercúleo
- Foro colonial
- Muralla
- Acueducto Aqua Fontis Aureae
- Acueducto Aqua Nova Domitiana Augusta
- Acueducto de Valdepuentes

## Personas destacadas
- Lucio Anneo Séneca[15]
- Marco Anneo Lucano[16]
- Lucio Anneo Novato[17]
- Osio de Córdoba[18]